# سمیع حامد
سمیع حامد از شاعران معاصر افغانستان است. دکتر حامد در کنار سرایش شعر در زمینهٔ موسیقی نیز فعالیت دارد. ترانه‌ها و آهنگ‌های «آلبوم تری راری» و برخی آهنگ‌های دیگر همچون آهنگ‌های وجیهه و فرید رستگار و شعر آهنگ دسته جمعی سپیدار صدا ستارهٔ افغان از اوست و برای فرهاد دریا نیز ترانه ساخته است.

## زندگی‌نامه
دکتر عبدالسمیع حامد در سال ۱۳۴۸ هجری خورشیدی در دهکدهٔ شهر بزرگ ولایت بدخشان به دنیا آمد.
او از دانشکدهٔ طب ولایت بلخ گواهینامهٔ ماستری طبی دارد و ادبیات فارسی دری را به صورت خصوصی آموخته است. دکتر حامد در قالب‌های گوناگون شعری طبع آزموده؛ طی سال‌های دهه‌های شصت و هفتاد هجری خورشیدی سمیع حامد توانست شمار زیادی از اشعارش را به نشر برساند. موسیقی شعر و عاطفهٔ اجتماعی شعرش سبب شده که بسیاری از آواخوانان شعرهایش را بخوانند.

چندین هنرمند با اشعارش آهنگ ساخته‌اند (فرهاد دریا، حفیظ وصال، اسد بدیع و شهنا).
حامد همچنان چندین طرح تئاتر آموزشی برای استاد قیوم بیسد نوشته است که در افغانستان اجرا شده‌اند از جمله «برادران و هیولا»، «گمشده» و «چتری».
از خصوصیات منحصربه‌فرد سمیع حامد در شعر افغانستان یکی هم اینست که در هیچ شکلی از شعر کلاسیک و نو نیست که از وی آثاری نباشد. از قصیده و غزل و رباعی و دوبیتی گرفته تا هایکو و شعر نیمایی و شعر سبید دکتور سمیع حامد از مطرحترین چهره‌هاست. پیرامون نظریه‌های ادبی و نقد ادبی از مهم‌ترین چهره‌هاست.

### مهاجرت و بازگشت به افغانستان
وی در شهر مزار شریف ولایت بلخ اقامت داشت و با سازمان جهانی صلیب سرخ و هلال احمر نیز همکاری می‌کرد. پس از اشغال شهر مزارشریف به‌دست طالبان، حامد به پاکستان رفت و در شهر پیشاور اقامت گزید و در همان‌جا همکاری با سازمان غیردولتی موسوم به مرکز تعاون افغانستان را آغاز کرد. در طول مدت اقامتش در پیشاور صدها مقاله نوشت و آن‌ها را به نشر رساند.

در سال ۱۳۷۹ هجری خورشیدی به همراه خانواده کوچکش به عنوان پناهنده به دانمارک رفت و به این صورت دامنهٔ مهاجرتش وسیع‌تر گردید. در آنجا نیز به آفرینش آثاری دست یازیده و در میانه‌های سال ۱۳۸۰ به بنیان‌گذاری انجمن نویسندگان افغانستان در تبعید پرداخت. با آغاز دور نو سیاسی و نظامی در افغانستان حامد دیگر هوای ماندن در غرب را از سر برون کرد و به افغانستان برگشت و در آنجا انجمن دفاع از حقوق نویسندگان را بنیاد نهاد.

دکتر سمیع حامد اکنون در کابل زندگی می‌کند و مشاور تلویزیون خصوصی طلوع و مشاور انجمن قلم دانمارک و ناروی است.

در سال‌های آخر در این زمینه‌ها کار کرده است:
- مشاور ارشد تلویزیون ملی افغانستان
- مشاور انجمن بین‌المللی قلم
- مشاور مرکز فرهنگ و انکشاف دانمارک
- مشاور بنیاد جهانی خانه‌های حقوق بشر
- مشاور سازمان جهانی مبارزه با سانسور موسیقی
- مشاور  تلویزیون خصوصی طلوع

## جوایز
- سمیع حامد در سال ۲۰۰۳ جایزهٔ بین‌المللی آزادی رسانه‌ها (IFP Award) را از کمیتهٔ جهانی حمایت از روزنامه نگاران (CPJ New York) به عنوان «نویسندهٔ آزاد» به‌دست‌آورد.
- وی همچنان جایزهٔ اول شعر کانون حکیم ناصر خسرو، جایزهٔ اول شعر فردوسی انجمن آزاد نویسندگان را به دست آورده است.
- برندهٔ جایزهٔ کورت توخولسکی انجمن قلم سویدن در سال ۲۰۱۰ است.

## نمونه شعر
| گر جهنم ساختم  |  | فردوس هم می‌سازمت |
| ای وطن می‌سازمت |  | آخر خودم می‌سازمت |